# Grand Prix Belgii 1937
Grand Prix Belgii 1937 (oryg. VII Grand Prix de Belgique) – jeden z wyścigów Grand Prix rozegranych w 1937 roku oraz pierwsza eliminacja Mistrzostw Europy AIACR.

## Lista startowa
Na niebieskim tle kierowcy, którzy nie wzięli udziału w kwalifikacjach, lecz współdzielili samochód w czasie wyścigu
| Nr | Kierowca                | Zespół           | Samochód           | Silnik            |   |
| -- | ----------------------- | ---------------- | ------------------ | ----------------- | - |
| 2  | Hermann Lang            | Daimler-Benz AG  | Mercedes-Benz W125 | Mercedes-Benz S-8 | ? |
| 4  | Manfred von Brauchitsch | Daimler-Benz AG  | Mercedes-Benz W125 | Mercedes-Benz S-8 | ? |
| 6  | Christian Kautz         | Daimler-Benz AG  | Mercedes-Benz W125 | Mercedes-Benz S-8 | ? |
| 8  | Hans Stuck              | Auto Union AG    | Auto Union C       | Auto Union V-16   | ? |
| 10 | Luigi Fagioli           | Auto Union AG    | Auto Union C       | Auto Union V-16   | ? |
| 12 | Rudolf Hasse            | Auto Union AG    | Auto Union C       | Auto Union V-16   | ? |
| 14 | Hermann Paul Müller     | Auto Union AG    | Auto Union C       | Auto Union V-16   | ? |
| 16 | Raymond Sommer          | Scuderia Ferrari | Alfa Romeo 12C-36  | Alfa Romeo V-12   | ? |
| 18 | Carlo Felice Trossi     | Scuderia Ferrari | Alfa Romeo 12C-36  | Alfa Romeo V-12   | ? |
| 20 | Franz Gouvion           | prywatny         | Maserati 8CM       | Maserati S-8      | ? |
| Nr | Kierowca                | Zespół           | Samochód           | Silnik            |   |

## Wyniki

### Wyścig
Źródło: kolumbus.fi
| P                                                     | + / – | Nr | Kierowca                | Konstruktor   | Okr. | Czas / Strata | Komentarz |
| ----------------------------------------------------- | ----- | -- | ----------------------- | ------------- | ---- | ------------- | --------- |
| 1                                                     | 4     | 12 | Rudolf Hasse            | Auto Union    | 34   | 3h01:22       |           |
| 2                                                     | 1     | 8  | Hans Stuck              | Auto Union    | 34   | +42 okr       |           |
| 3                                                     | 1     | 2  | Hermann Lang            | Mercedes-Benz | 34   | +1:45         |           |
| 4                                                     | 3     | 6  | Christian Kautz         | Mercedes-Benz | 34   | +3:03         |           |
| 5                                                     | 1     | 16 | Raymond Sommer          | Alfa Romeo    | 33   | +1 okr        |           |
| Niesklasyfikowani                                     |       |    |                         |               |      |               |           |
|                                                       |       | 4  | Manfred von Brauchitsch | Mercedes-Benz | 31   | Doładowanie   |           |
|                                                       |       | 14 | Hermann Paul Müller     | Auto Union    | 13   | Wyciek oleju  |           |
|                                                       |       | 18 | Carlo Felice Trossi     | Alfa Romeo    | 5    | Silnik        |           |
| Nie wystartowali / niedopuszczeni do ponownego startu |       |    |                         |               |      |               |           |
|                                                       |       | 10 | Luigi Fagioli           | Auto Union    |      |               |           |
|                                                       |       | 20 | Franz Gouvion           | Maserati      |      |               |           |
| P                                                     | + / – | Nr | Kierowca                | Konstruktor   | Okr. | Czas / Strata | Komentarz |

### Najszybsze okrążenie
Źródło: teamdan.com
| Nr | Kierowca     | Konstruktor   | Czas   | Okr. |
| -- | ------------ | ------------- | ------ | ---- |
| 2  | Hermann Lang | Mercedes-Benz | 5:04,7 |      |